# Шкала исходов Глазго
Шкала исходов Глазго (англ. Glasgow Outcome Scale, GOS) — широко используемая в медицине шкала, которая позволяет оценить качество жизни пострадавших после черепно-мозговой травмы с учётом социальной активности и остаточных психоневрологических нарушений. Также шкалу исходов Глазго активно используют при оценке эффективности применения того или иного метода лечения. Предложена в 1975 году профессором нейрохирургом из Глазго Б. Дженнетом в журнале Lancet.
| Балл | Исход |
| ---- | --- |
| 1    | Смерть |
| 2    | Вегетативное состояние (сохранён режим сна и бодрствования, гемодинамика и дыхание стабильные, контакт невозможен, отсутствуют произвольные движения, зондовое питание)           |
| 3    | Глубокая инвалидизация (пациент в сознании, доступен контакту, не может обслуживать себя. За ним необходим постоянный уход)                                                       |
| 4    | Умеренная инвалидизация (пациент в сознании, самостоятельно себя обслуживает, однако имеющиеся неврологические дефекты не дают возможности продолжать полноценную работу и учёбу) |
| 5    | Хорошее восстановление (пациент имеет возможность вернуться к прежней работе, не нуждается в уходе)                                                                               |

В 1998 году была предложена расширенная шкала исходов Глазго (англ. Glasgow Outcome Scale Extended, GOSE). В ней 3, 4 и 5 строки шкалы исходов подразделяются на две:
| Балл | Исход |
| ---- | --- |
| 1    | Смерть |
| 2    | Вегетативное состояние (сохранён режим сна и бодрствования, гемодинамика и дыхание стабильные, контакт невозможен, отсутствуют произвольные движения, зондовое питание)               |
| 3    | Нейромышечная несостоятельность: пациент в сознании, однако тяжёлая неврологическая симптоматика вынуждает продолжать лечение в отделении реанимации                                  |
| 4    | Тяжелая несостоятельность: имеется грубый неврологический дефект, из-за которого пациенту необходим посторонний уход                                                                  |
| 5    | Умеренная несамостоятельность: психический статус в пределах нормы. При этом пациент не в состоянии выполнять ряд необходимых действий. Нуждается в амбулаторном наблюдении           |
| 6    | Лёгкая несамостоятельность: психический статус в пределах нормы. Больной сам себя обслуживает, может ходить сам или с посторонней поддержкой. Нуждается в специальном трудоустройстве |
| 7    | Хорошее восстановление: пациент постепенно возвращается к прежней жизни. Имеются незначительные неврологические нарушения. Передвигается самостоятельно                               |
| 8    | Полное восстановление |